# Södra Viggen, Östergötland
Södra Viggen är en sjö i Kinda kommun i Östergötland och ingår i Motala ströms huvudavrinningsområde. Sjön har en area på 0,406 kvadratkilometer och ligger 152,9 meter över havet. Sjön avvattnas av vattendraget Drillaån (Jonsboån). Vid provfiske har bland annat abborre, gädda, löja och mört fångats i sjön.

## Delavrinningsområde
Södra Viggen ingår i det delavrinningsområde (644521-149008) som SMHI kallar för Mynnar i Järnlunden. Medelhöjden är 156 meter över havet och ytan är 36,13 kvadratkilometer. Det finns ett avrinningsområde uppströms, och räknas det in blir den ackumulerade arean 93,55 kvadratkilometer. Drillaån (Jonsboån) som avvattnar avrinningsområdet har biflödesordning 3, vilket innebär att vattnet flödar genom totalt 3 vattendrag innan det når havet efter 126 kilometer. Avrinningsområdet består mestadels av skog (88 procent). Avrinningsområdet har 1,67 kvadratkilometer vattenytor vilket ger det en sjöprocent på 4,6 procent.

## Fisk
Vid provfiske har följande fisk fångats i sjön:
- Abborre
- Gädda
- Löja
- Mört
- Nors
- Siklöja
- Sutare